# Funerale di Elisabetta II del Regno Unito

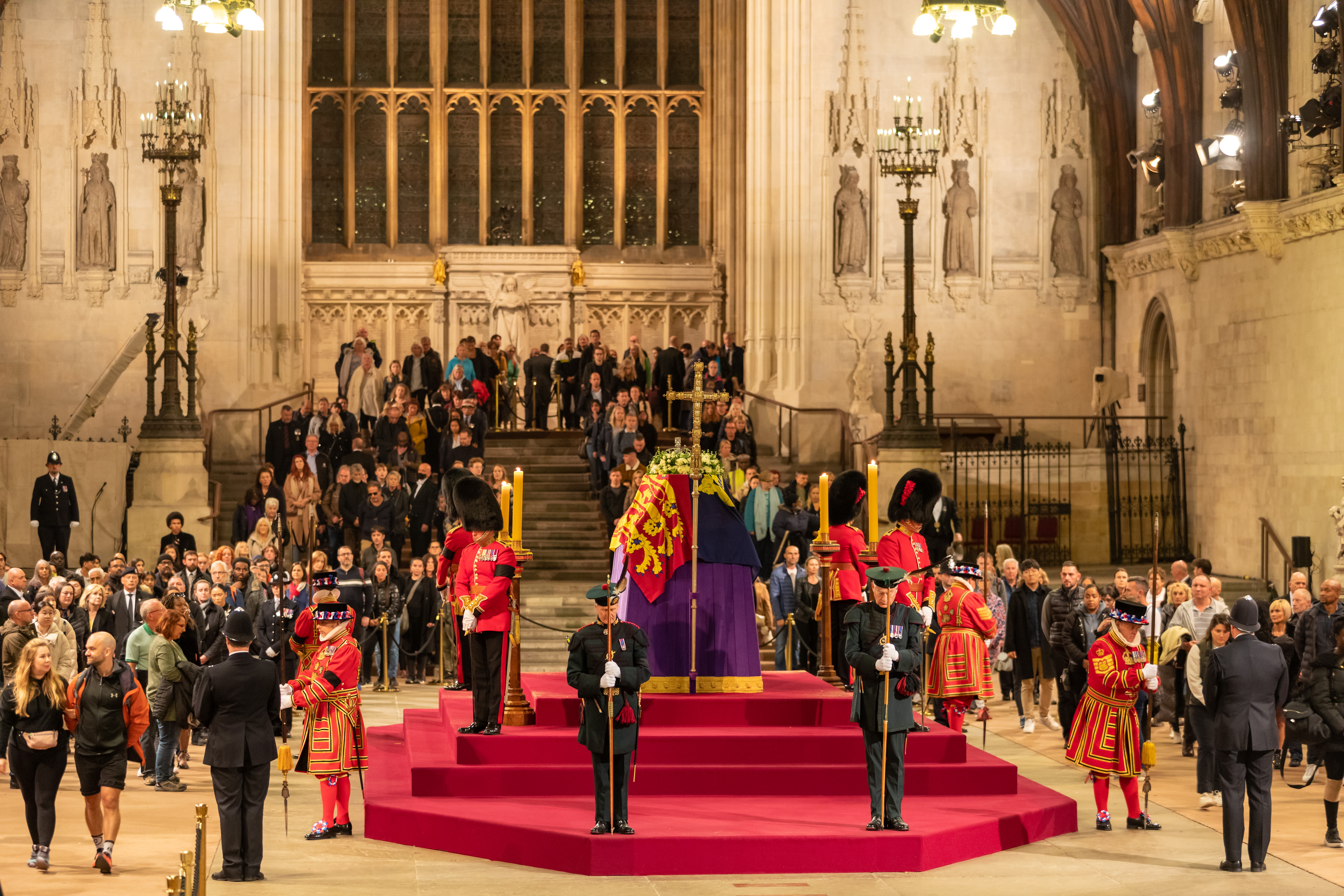
Esposizione pubblica del feretro di Elisabetta II alla Westminster Hall

Il funerale di Elisabetta II del Regno Unito, celebrato il 19 settembre 2022, fu il primo funerale di Stato nel paese da quello di Winston Churchill nel 1965. Il successivo corteo all'arco di Wellington fu accompagnato da circa 3000 membri delle forze armate, alla presenza di circa un milione di persone nel centro di Londra.
L'organizzazione delle esequie, demandata ai piani London Bridge e Unicorn (quest'ultimo resosi necessario per le onoranze funebri in Scozia e il trasferimento della salma nella capitale), fu la massima operazione di sicurezza nella storia del Regno Unito, e il rito divenne lo speciale televisivo più seguito di ogni tempo, sorpassando negli ascolti le nozze del duca di Cambridge.

## Declino e morte della regina

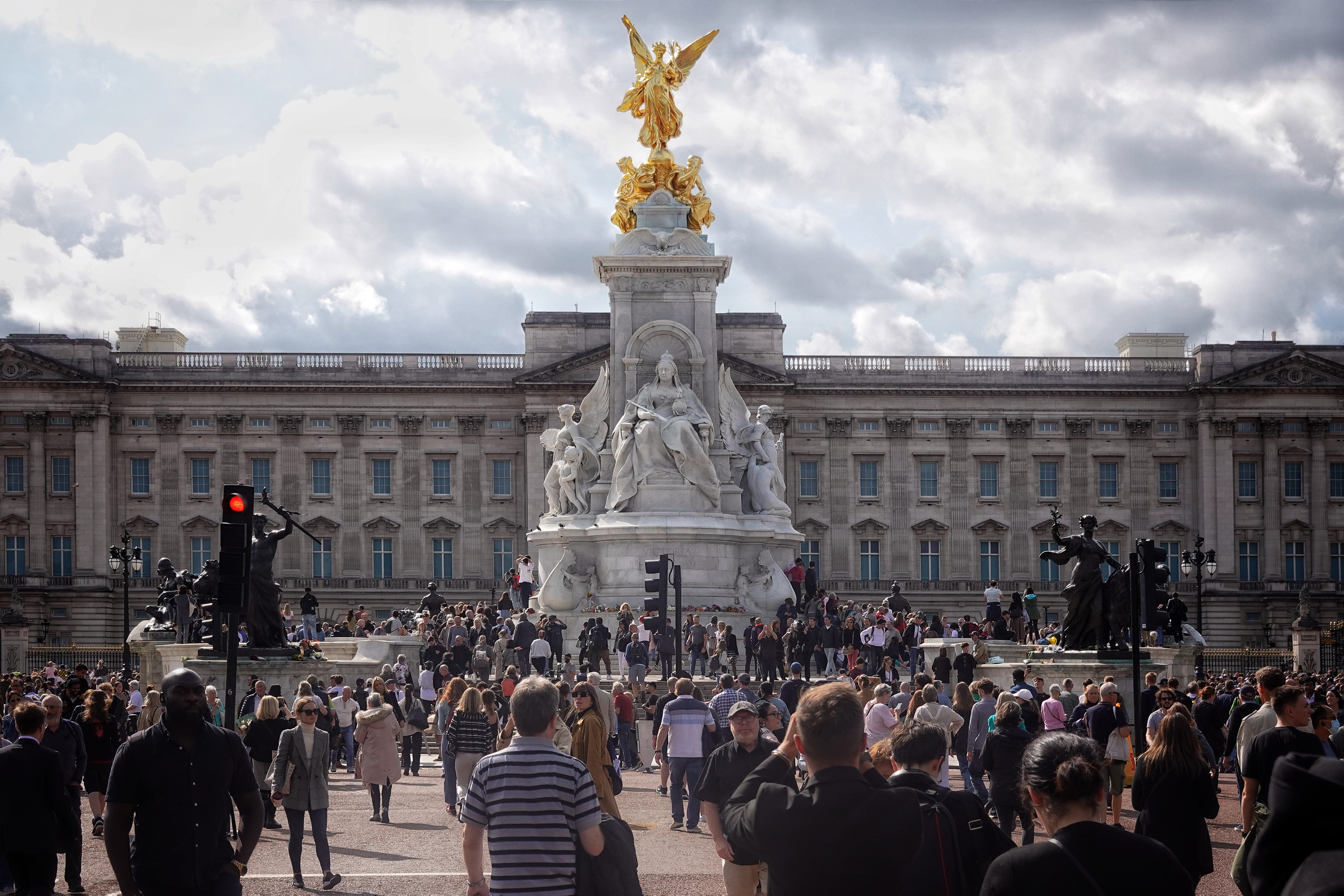
La folla intorno a Buckingham Palace alla morte di Elisabetta II

Elisabetta II, la sovrana del regno più lungo della storia britannica, godette sempre di una buona salute, che declinò rapidamente dopo la morte del principe consorte Filippo, avvenuta il 9 aprile 2021 alla soglia dei 100 anni. Nell'ottobre seguente iniziò a usare un bastone negli impegni pubblici, e il 20 del mese trascorse la notte al King Edward VII's Hospital di Londra, forzata a rinunciare al viaggio in Irlanda del Nord e al vertice COP26 a Glasgow. In novembre soffrì di lombalgia e annullò la sua presenza al National Service of Remembrance 2021.
Nel febbraio 2022 contrasse il COVID-19 con sintomi lievi: ripresasi poté partecipare alla commemorazione del consorte a Westminster il 20 marzo seguente. Quindi annullò rilevanti impegni nei mesi a venire. Nel corso del Giubileo di platino accusò «sofferenza» nella stazione eretta durante il Trooping the Colour, al punto di limitarsi ad apparire al balcone per le celebrazioni e rinunciando alla messa di ringraziamento in cattedrale.
Il 21 luglio 2022, Elisabetta si trasferì a Balmoral per trascorrervi, come da consuetudine, parte della stagione estiva. A fine agosto, constatando precarie condizioni di salute, i medici le sconsigliarono il rientro a Londra. Si rese così necessario convocare al castello scozzese i primi ministri in avvicendamento alla guida del governo: il dimissionario Boris Johnson e l'entrante Liz Truss, a cui Elisabetta conferì l'incarico a Balmoral il 6 settembre. Quel giorno la giornalista e fotografa Jane Barlow le fece le ultime fotografie pubbliche; lo stesso giorno, la regina rese la sua ultima dichiarazione pubblica: un messagio di condoglianze per le vittime di un accoltellamento di massa avvenuto il 4 settembre nel villaggio di Weldon, nella provincia canadese del Saskatchewan.
Due giorni dopo, l’8 settembre, la regina si aggravò rapidamente e la casa reale diffuse un primo comunicato che riferiva preoccupazione e annunciava la permanenza di Elisabetta in Scozia sotto sorveglianza medica.

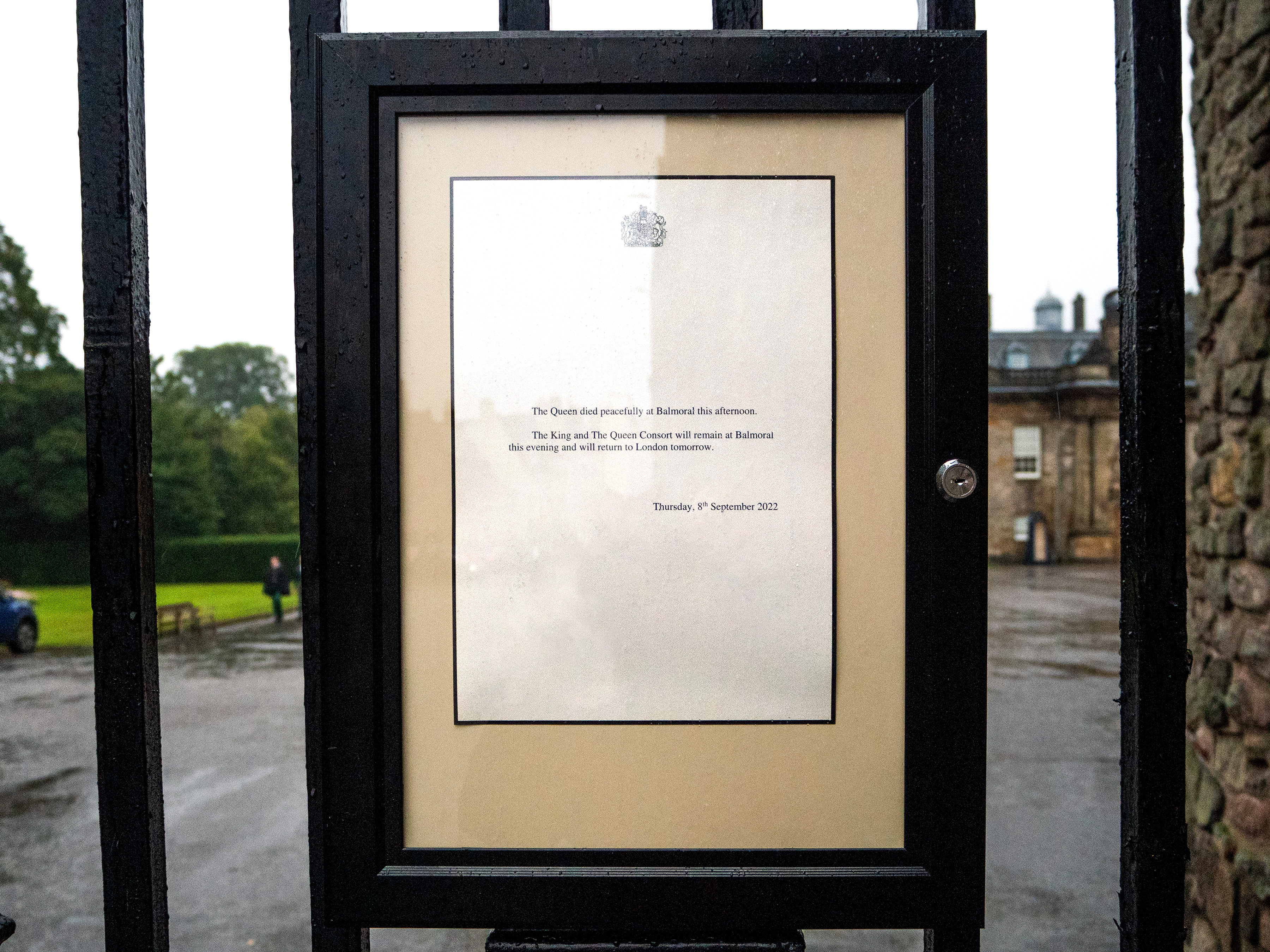
L'annuncio ufficiale della morte della regina affisso a Holyrood (Edimburgo)

L'allarmante dispaccio indusse subito la BBC e altre reti a sospendere la programmazione ordinaria e a seguire in diretta lo svolgersi degli eventi, mentre i membri della famiglia reale raggiungevano il capezzale della regina in Scozia, non tutti in tempo per trovarla in vita.
Elisabetta morì intorno alle 15:10. La notizia, comunicata come da protocollo al primo ministro Truss alle 16:30, fu resa pubblica due ore dopo con un breve comunicato d'agenzia e un messaggio via Twitter, replicato nel sito web della famiglia reale, affisso alle inferriate di Buckingham Palace e altrove.

## Pianificazione

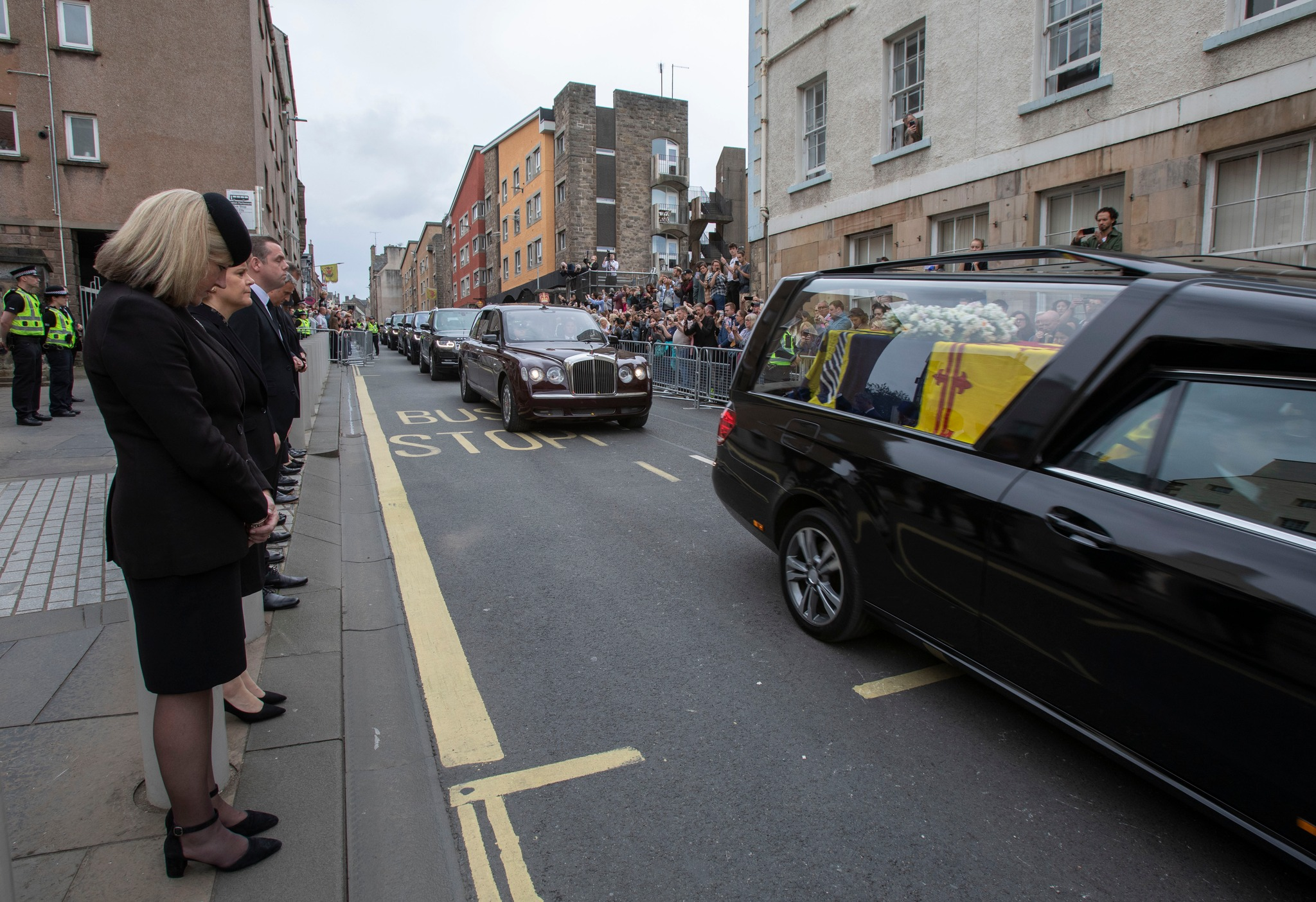
L'arrivo del feretro a Edimburgo l'11 settembre

Il decesso della regina a Balmoral impose l'applicazione preliminare dell'Operazione Unicorn nell'ambito dell'Operazione London Bridge predisposta per l'organizzazione del funerale, e quindi lo svolgimento di un primo cerimoniale in Scozia.
I piani da attuare alla morte della regina esistevano in germe fin dagli anni sessanta, e la stessa Elisabetta era stata consultata sui dettagli. La pianificazione e la complessità delle esequie è stata paragonata a quella del funerale di Winston Churchill, ultimo funerale di Stato tenuto in Gran Bretagna e a sua volta evento internazionale di primo piano.
Il funerale di Elisabetta era il primo celebrato all'abbazia di Westminster dal tempo di Giorgio II (1760). Inviti, comunicazioni e disposizioni di sicurezza furono gestiti dall'Ufficio esteri con l'impiego di 300 dipendenti. In previsione della partecipazione di 500 tra dignitari e capi di stato esteri, gli inviti furono diramati verso tutti i paesi in relazione diplomatica con il Regno Unito. Non furono invitati Russia e Bielorussia (a causa dell'invasione dell'Ucraina nel 2022), Birmania, Siria, Venezuela e Afghanistan.
Il giorno del funerale fu dichiarato giorno di chiusura legale (bank holiday) e interessò molti esercizi, fermando imprese, uffici, istituti scolastici, centri commerciali e la borsa di Londra, mentre nello stesso servizio sanitario molte unità operative annullarono o rinviarono le visite non urgenti e diversi banchi alimentari annunciarono la chiusura, fronteggiando la pubblica riprovazione.
In tutto il paese furono istituiti treni speciali per consentire il viaggio di andata e ritorno per Londra a chi volesse rendere omaggio alla salma. I prezzi degli alberghi lievitarono nelle immediatezze del funerale.

## Esequie di Stato

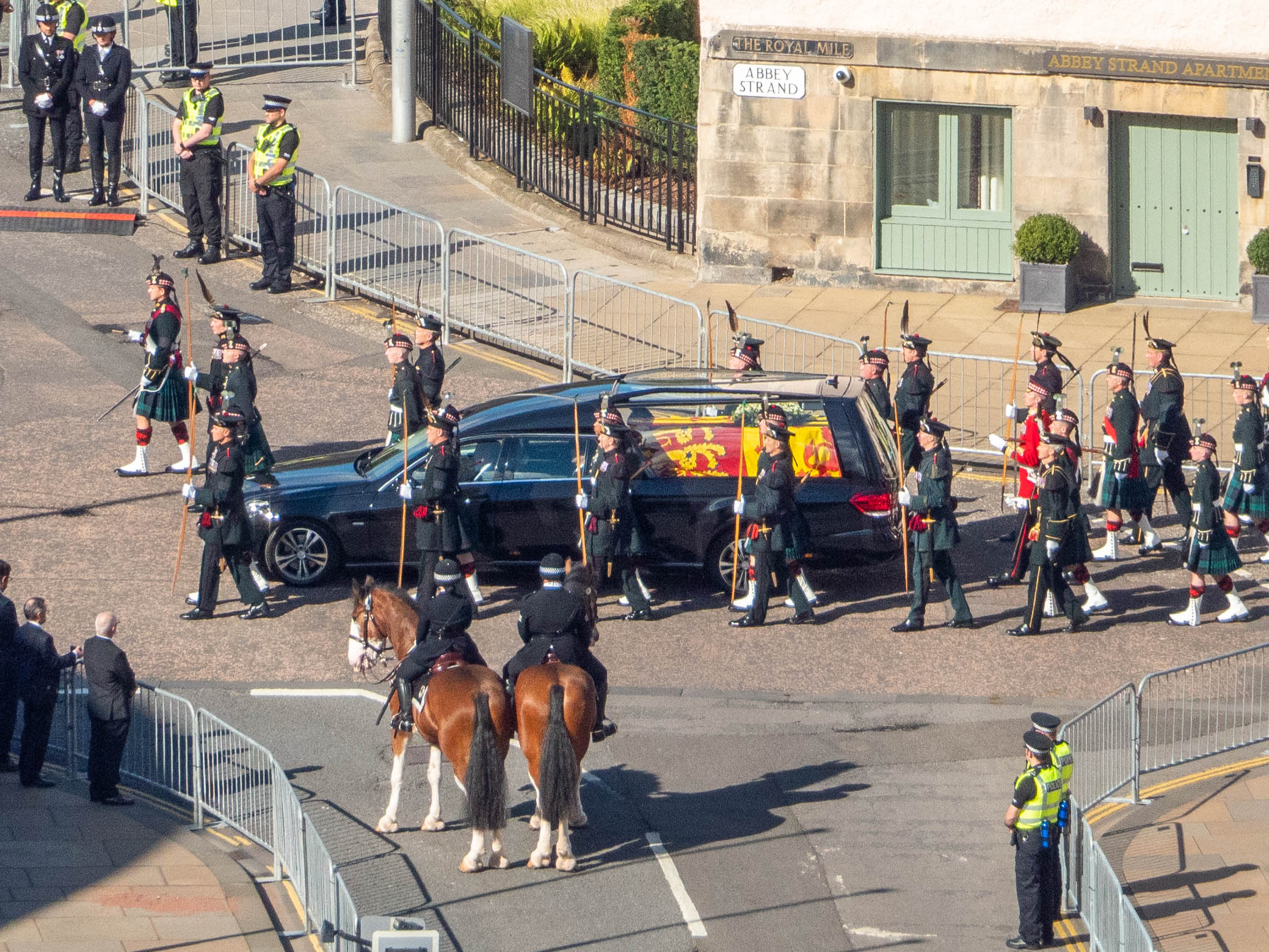
Il corteo da Holyrood a St Giles lungo il Royal Mile

L'annuncio della morte della regina diede avvio a manifestazioni di cordoglio nella stessa folla radunata dalla mattina in apprensione per le condizioni di Elisabetta, e a un'ingente deposizione spontanea di fiori in omaggio alla sovrana defunta, fino all'esaurimento delle scorte.
All'indomani del decesso (9 settembre) il nuovo re Carlo III indirizzò un primo messaggio alla nazione, riprodotto anche a Londra, in St Paul, in occasione di una prima funzione commemorativa alla presenza del primo ministro e altri esponenti politici, parlamentari e di governo. La prima esecuzione ufficiale, dal 1952, dell'inno nazionale con le parole adattate per un sovrano uomo (God save the King) ebbe luogo in questa sede. Carlo, subentrato automaticamente alla madre, fu proclamato il 10 settembre al palazzo di St James.
Il Regno Unito avrebbe osservato il lutto nazionale per dieci giorni fino alla cerimonia funebre nell'Abbazia di Westminster.

### Edimburgo
Lasciato il castello di Balmoral la mattina dell’11 settembre, la salma di Elisabetta fu traslata a Edimburgo in un corteo di 282 km attraverso quattro regioni scozzesi, atteso in strada da molte persone per rendere omaggio alla sovrana.
Il feretro, costruito oltre trent'anni prima del funerale ed eccezionalmente pesante, riposò nella sala del trono di Holyrood, drappeggiato con lo stendardo reale speciale usato nella Scozia, finché fu traslato nella Cattedrale di St. Giles (12 settembre), accompagnato da salve di cannone, con il nuovo re e altri membri della famiglia reale al seguito.  In chiesa vi fu poggiata la corona di Scozia e si tenne una messa di ringraziamento. Nelle successive ventiquattr'ore circa 33000 persone sfilarono davanti al feretro in omaggio a Elisabetta. Durante la sosta in cattedrale i figli della regina tennero la tradizionale Vigil of the Princes (veglia dei principi).
L'indomani il feretro fu traslato in aereo a Londra su un C-17 della RAF e durante il viaggio lo stendardo reale britannico comune sostituì quello di Scozia.

### Londra

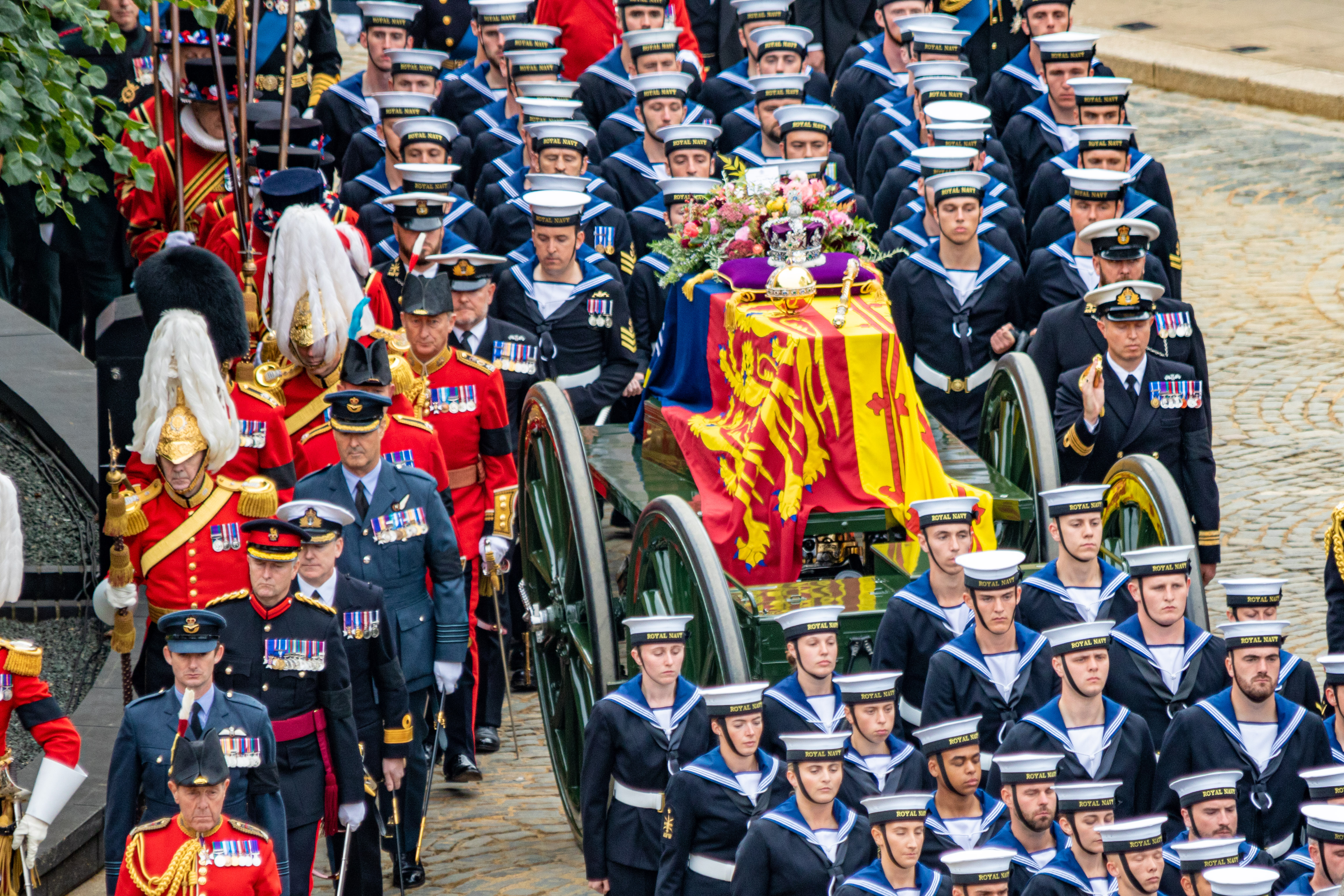
Il corteo verso l'abbazia di Westminster

A Londra il feretro fu trasportato a Buckingham Palace, nella Bow Room, e di qui poi a Westminster Hall per essere esposto al pubblico in attesa del funerale. Il percorso del carro funebre di Stato (state hearse) verso Buckingham Palace fu pubblicato consentendo alla popolazione di assistere al trasporto. Il corteo da Buckingham Palace a Westminster Hall, formato dal re e dai membri della famiglia reale a piedi, seguì un affusto di cannone trainato da cavalli, regolato a 75 passi al minuto dalle note delle marce funebri di Beethoven, Walch, Mendelssohn e Chopin, con il Big Ben e salve di cannone da Hyde Park a scandire i minuti.
A Westminster Hall il feretro fu esposto su un catafalco e l'arcivescovo di Canterbury coofficiò una funzione con il decano di Westminster di fronte alla famiglia reale. La bara rimase esposta dalle 17 del 14 settembre alle 6:30 del 19, sormontata dalla Corona imperiale, dalle corone funebri di fiori dei castelli di Windsor e Balmoral e da altri ornamenti reali. Durante questo tempo ricevette l'omaggio di circa 250000 persone comuni in aggiunta alle personalità pubbliche, con la BBC e ITV a seguire l'esposizione in diretta.
Per rendere omaggio alla salma, già 48 ore prima che Westminster Hall fosse aperta al pubblico, si formarono due file di persone, la più lunga delle quali raggiunse i 16 km e comportò un'attesa in coda di oltre 25 ore. La più accessibile, per persone disabili o con malattie croniche, si avvalse di un sistema di braccialetti numerati come segnaposto in coda e fu più breve. Nonostante la generale efficienza delle due code, vi fu notizia dell'arresto di un uomo per tentata violenza sessuale a due donne e il servizio d'ambulanza di Londra prestò soccorso a 710 persone, soprattutto per traumi cranici da svenimento.
Il 18 settembre alle 20 fu osservato un minuto di silenzio in tutta la nazione. Dalle 10:44 alle 10:52 del 19 settembre, il feretro fu trasportato all'abbazia di Westminster sull'affusto di cannone della marina per i funerali di Stato, accompagnato dai militari della Royal Navy, con il re e i membri della famiglia reale al seguito. Insieme a nuove corone di fiori dei giardini reali, sulla bara era stato deposto un biglietto del re recante «In loving and devoted memory. Charles R.». In attesa della funzione, la campana tenore (re5) dell'abbazia rintoccò ogni minuto per 96 minuti, a scandire tutti gli anni di vita della regina.

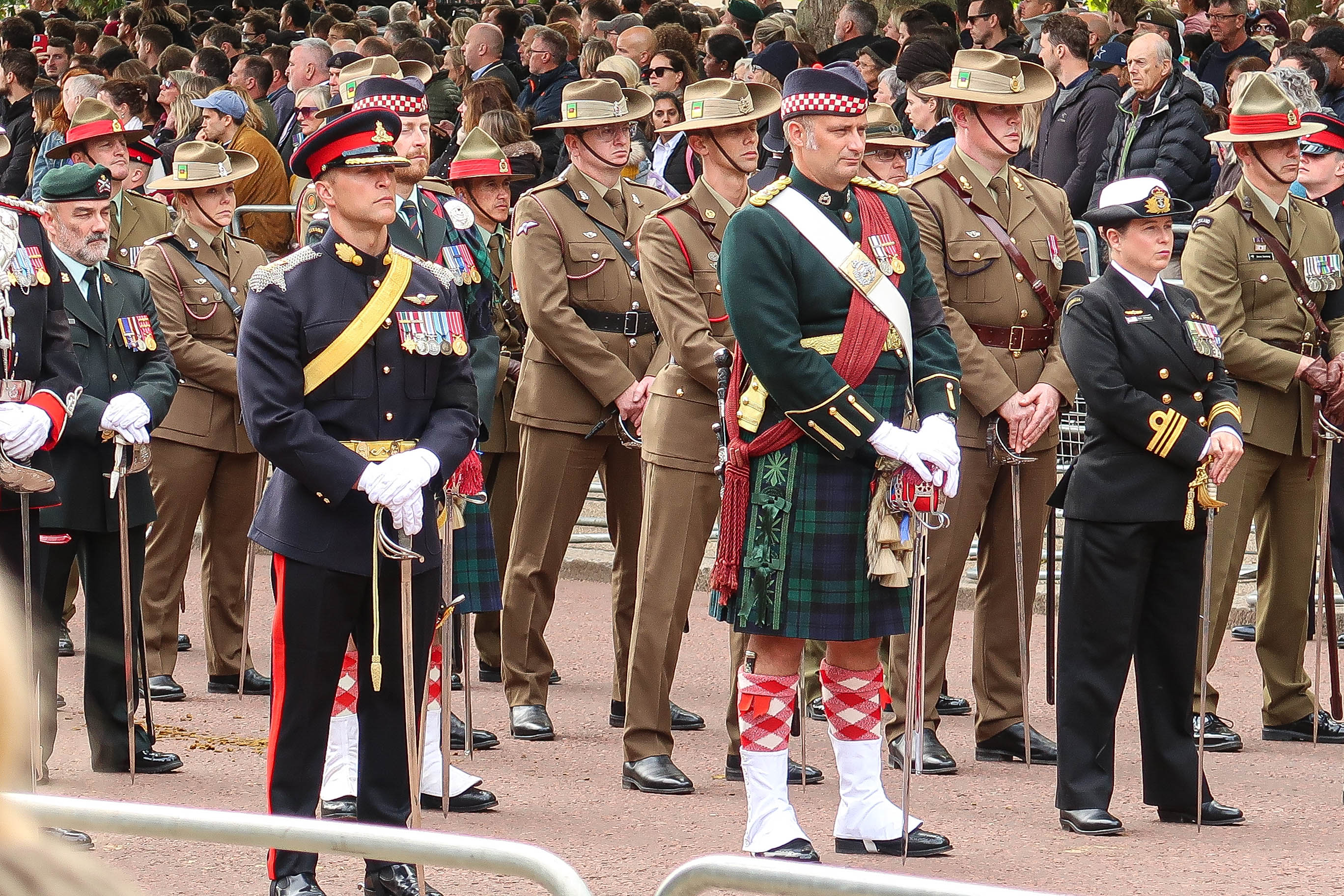
Membri delle forze armate canadesi, australiane e neozelandesi nel lungo corteo all'arco di Wellington

La funzione religiosa, officiata dal decano di Westminster, iniziò alle 11, introdotta dal canto delle Funeral Sentences di Croft e completata dalle letture di Patricia Janet Scotland e Liz Truss, con sermone dell'arcivescovo di Canterbury. La musica includeva il salmo Like as the hart (Come la cerva anela ai corsi d'acqua) e l'inno Who shall separate us? (Chi ci separerà dall'amore di Cristo?) dalla lettera ai Romani, entrambi commissionati per l'occasione a Judith Weir e James MacMillan. Chiuse la cerimonia l'esecuzione di God Save the King.
Al termine, la bara fu riposizionata sull’affusto di cannone per l’ultimo viaggio. Il corteo è partito dall'Abbazia di Westminster fino a Whitehall, percorrendo il Mall fino a Buckingham Palace e poi proseguendo fino all'Arco di Wellington: qui venne posta in un carro funebre con il quale fu condotta al castello di Windsor, dove si tenne un corteo attraverso il parco. Il trasporto da Londra fu scortato da circa 3000 militari e si estese per oltre un miglio, alla presenza di circa un milione di persone lungo la strada: iniziava con i membri delle forze del Commonwealth, guidati dalla polizia reale canadese a cavallo, e proseguiva con i membri delle forze britanniche; sette bande militari sparse entro il corteo ripresero le tradizionali marce funebri, sempre intervallate dai rintocchi del Big Ben e dalle salve di cannone di minuto in minuto.

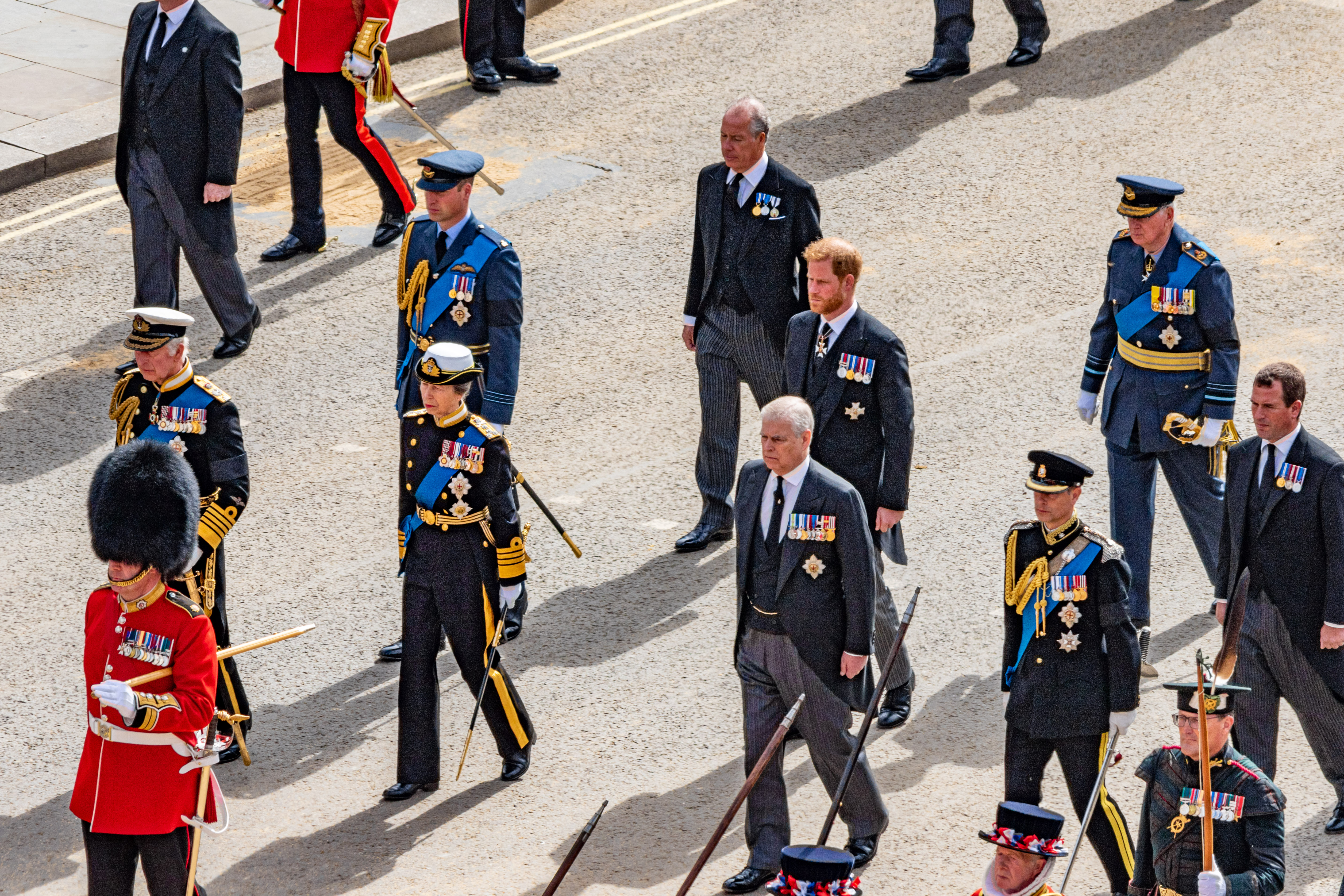
I membri della famiglia reale in corteo dall'abbazia di Westminster

Il carro funebre partì per Windsor alle 13:30 e giunse alle 15, dove si tenne un ultimo corteo con 1000 membri delle forze armate, sul Long Walk, verso la cappella di San Giorgio, alla presenza di circa 97000 astanti lungo la via. Il rito dell'inumazione officiato dal decano di Windsor prese avvio alle 16 alla presenza, tra gli altri, di governatori generali e primi ministri del Commonwealth, e di membri di case regnanti straniere. Rimossi gli ornamenti dal feretro e compiuti gli ultimi rituali simbolici, l'inno nazionale chiuse la cerimonia. Alle 19:30 Elisabetta fu sepolta privatamente, alla presenza dei soli familiari stretti, insieme ai genitori Giorgio VI ed Elizabeth Bowes-Lyon e alle ceneri della principessa Margaret; i resti del principe Filippo furono poi traslati nella cappella.